# Wydział Zewnętrznych Stosunków Cerkiewnych Patriarchatu Moskiewskiego

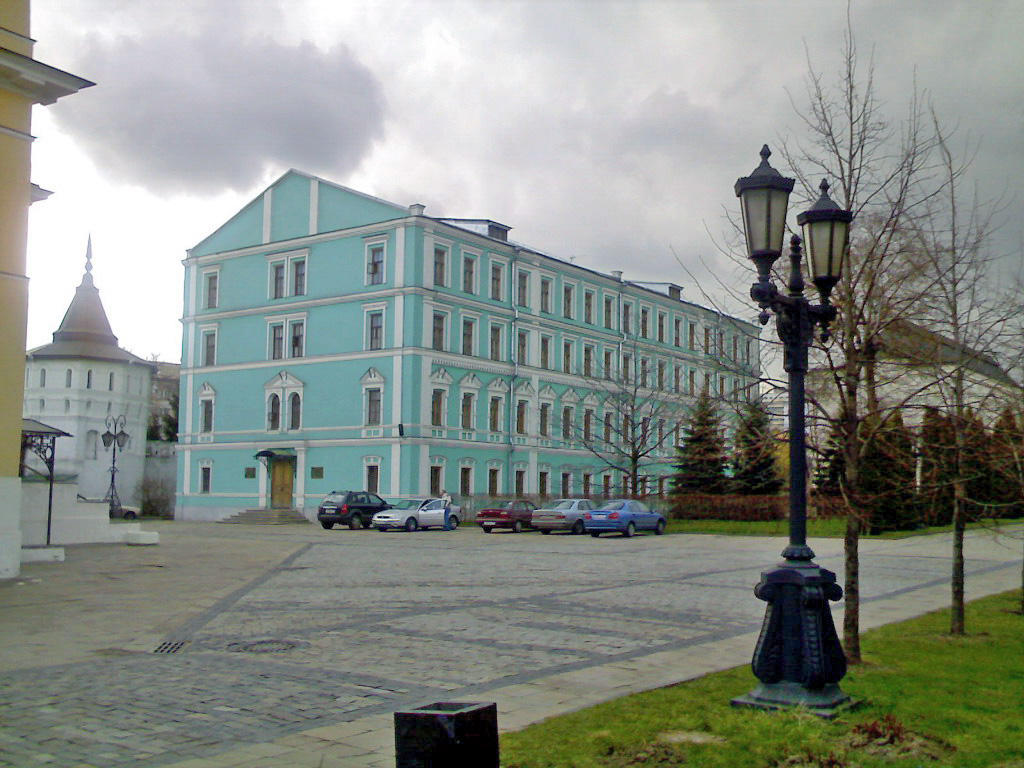
Siedziba Wydziału na terenie Monasteru Daniłowskiego w Moskwie

Wydział Zewnętrznych Stosunków Cerkiewnych Patriarchatu Moskiewskiego (Отдел внешних церковных связей Московского патриархата) – jeden z wydziałów podległych Świętemu Synodowi Rosyjskiego Kościoła Prawosławnego.
Wydział został powołany do życia decyzją Świętego Synodu z 4 kwietnia 1946. W zakres jego obowiązków wchodzi koordynowanie kontaktów Patriarchatu Moskiewskiego z innymi prawosławnymi Kościołami autokefalicznymi, kontaktów ekumenicznych oraz prowadzenie placówek duszpasterskich Patriarchatu w krajach odległych od Federacji Rosyjskiej. Działalność wydziału prowadzona jest według wytycznych zawartych w postanowieniach Soborów Lokalnych oraz Soborów Biskupów, protokołach Świętego Synodu i ukazach patriarszych. Przewodniczący Wydziału oraz jego zastępcy są nominowani przez patriarchę i Święty Synod. 

## Przewodniczący Wydziału
- metropolita kruticki i kołomieński Mikołaj (Jaruszewicz), 1946–1960
- metropolita leningradzki i nowogrodzki Nikodem (Rotow), 1960–1972
- metropolita kruticki i kołomieński Juwenaliusz (Pojarkow), 1972–1981
- metropolita miński i białoruski Filaret (Wachromiejew), 1981–1989
- metropolita smoleński i kaliningradzki Cyryl (Gundiajew), 1989–2009
- metropolita wołokołamski Hilarion (Alfiejew), od 2009